# Хибиногорский монастырь
Хибиногорский женский монастырь в честь Казанской иконы Божией Матери — женский монастырь Мурманской епархии Русской православной церкви. Самый северный женский православный монастырь в мире.

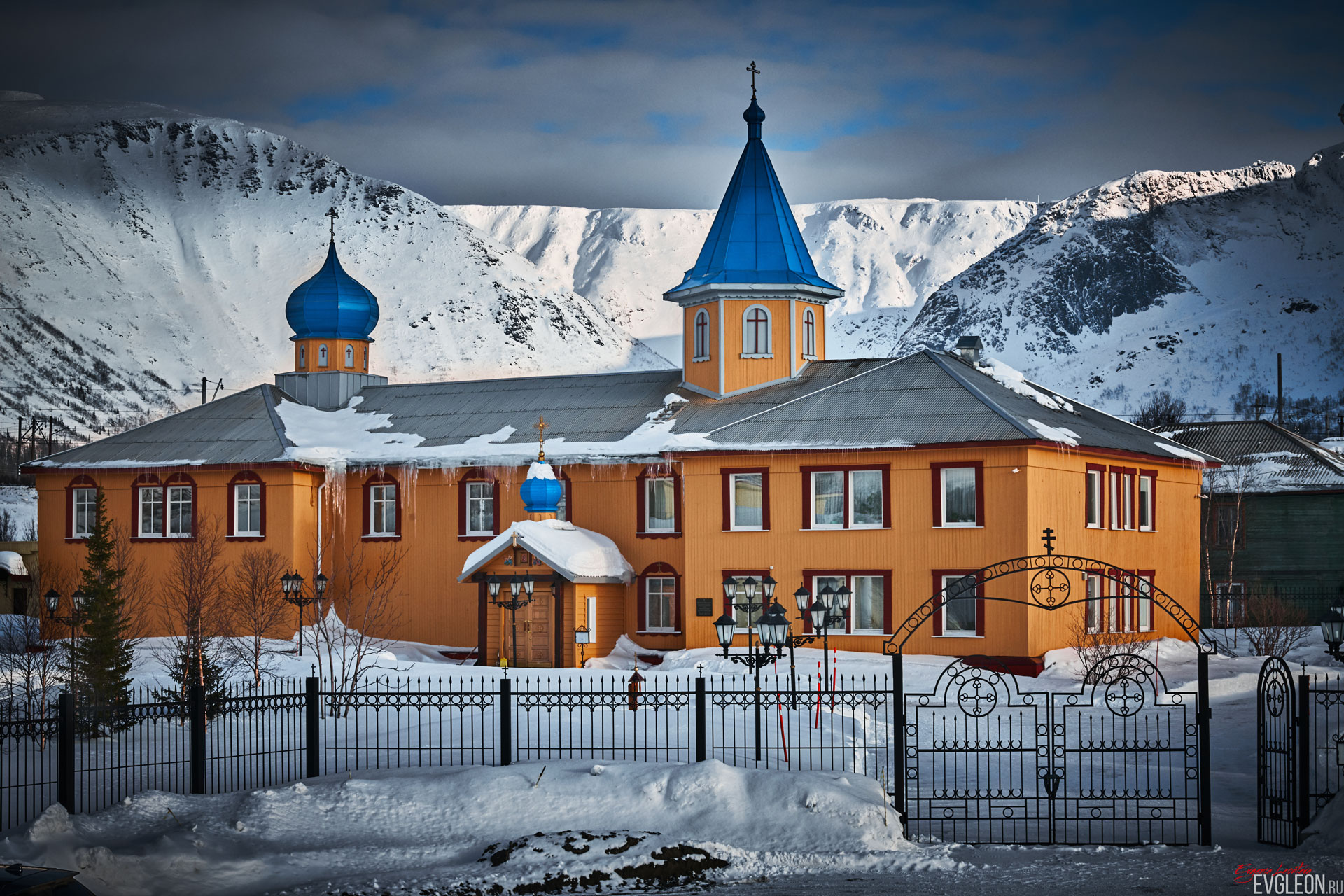
Мартовский Хибиногорский монастырь. Фото: Евгения Леонтьева

## История
Монастырь основан 20 апреля 2005 года в Кировске Мурманской области по решению Священного Синода. Монастырь был преобразован из прихода Казанской иконы Божией Матери по прошению Преосвященного архиепископа Мурманского и Мончегорского Симона. Храм Казанской Божией Матери был построен в Кировске в советское время — в 1946 году.
По состоянию на 2005 год в монастыре находились только настоятельница Акилина (Энгельман) и одна послушница, а также штатный священник храма иерей Георгий Звонцов.
21 июля 2019 года митрополит Мурманский и Мончегорский Митрофан (Баданин) представил первых трёх монахинь, которые стали первым сестричеством Хибиногорского монастыря. Прежняя игумения Акилина (в миру — Светлана Вонифатьевна Энгельман) была по ходатайству митрополита Митрофана освобождена Священным Синодом от должности настоятельницы 9 июля 2019 года, оставшись жить при монастыре.